# Jaglewicze
Jaglewicze (biał. Яглевічы; ros. Яглевичи) – wieś na Białorusi, w obwodzie brzeskim, w rejonie iwacewickim, w sielsowiecie Jaglewicze, przy węźle autostrady M1 z drogą republikańską R6. Od północnego zachodu graniczy z Iwacewiczami.
Siedziba parafii prawosławnej pw. św. Jerzego Zwycięzcy.
W dwudziestoleciu międzywojennym leżały w Polsce, w województwie poleskim, w powiecie kosowskim/iwacewickim, w gminie Borki-Hiczyce/Iwacewicze. Po II wojnie światowej w granicach Związku Sowieckiego. Od 1991 w niepodległej Białorusi.
We wsi znajdowała się drewniana cerkiew z 1760 r., która spłonęła w 1986 r. Na jej miejscu zbudowano w latach 2009–2015 cerkiew murowaną. Jest to świątynia parafialna.